# Terni
Terni é uma comuna italiana da região da Umbria, província de Terni, com cerca de 103.964 habitantes. Estende-se por uma área de 211 km², tendo uma densidade populacional de 493 hab/km². Faz fronteira com Acquasparta, Arrone, Colli sul Velino (RI), Labro (RI), Montecastrilli, Montefranco, Narni, Rieti (RI), San Gemini, Spoleto (PG), Stroncone.
Era conhecida como Interâmna Nars (em latim: Interamna Nahars) durante o período romano.

## Demografia
| Variação demográfica do município entre 1861 e 2011                               |
|                                                                                   |
| Fonte: Istituto Nazionale di Statistica (ISTAT) - Elaboração gráfica da Wikipedia |